# کالدیرو
کالدیرو (به ایتالیایی: Caldiero) یک کومونه در ایتالیا است که در استان ورونا واقع شده‌است.

## خصوصیات
کالدیرو ۱۰٫۴ کیلومترمربع مساحت و ۶٬۶۶۱ نفر جمعیت دارد و ۴۴ متر بالاتر از سطح دریا واقع شده‌است.